# 盧覺強
盧覺強（英語：Lo Kok Keung，1949年2月23日—），香港註冊機械工程師，2015年退休前曾任香港理工大學機械工程學系工程師和學術顧問。他是英國特許工程師，英國機械工程師學會及英國輪機工程及科技學會的資深會員。因自1990年代開始以自身的機械工程知識助法庭破案，還受害人清白而聞名，被喻為「港版神探伽利略」。盧覺強目前是香港車主權益會顧問、驗車中心「香港驗車」榮譽顧問、澳門特別行政區政府交通事務局交通意外重組訓練課程導師及香港都會大學李嘉誠專業進修學院交通意外重組課程講師。

## 背景

### 早年生活
盧覺強早年於香港島東區西灣河長大，家有六兄弟妹，自己排行第二。他的父親於太古船塢任職文員，而母親則為一名繑魚線女工。盧覺強自小家境貧窮，常把生鏽玩具撿回來，然後整修重組，因此培養了他對機械工程的興趣。他曾就讀筲箕灣官立小學和位於灣仔的私立學校聖恩英文書院。在校時的學業成績一般，讀至1964年中二時，即15歲時輟學，並隨父親到太古船塢當學徒。他當先在太古船塢做信差（文職工作），17歲時才轉做學徒。期間用了4年時間半工讀；早上上班，下午便到北角官立小學修讀工業專科高級文憑課程（一年級至八年級），又會到皇仁書院夜校學習英文。盧覺強於22歲滿師後被派去機則樓當繪圖員，之後在1972年應徵到遠洋輪船工作，負責長駐船艙監測遠洋輪船機械的運作。他在1972年修畢香港工業專門學院機械工程高級文憑。加入香港理工學院前曾於1973年至1975年期間在中華電力任職助理工程師。後來由於想過安定生活和得知理工學院招聘教學人員，於是去應徵機械及輪機工程系副講師一職。

### 個人發展
盧覺強在香港理工學院初期任職副講師，至1999年調任機械工程系一級科學主任，之後於2005年成為機械工程系工程師。他在2014年至2015年任職大學臨時半職薪的工程師，在2016年獲美國機械工程師學會頒發「傑出學生督導獎」，為第一位亞洲人獲得此獎項。盧覺強在教學生涯中不斷考取專業資格與認可。至48歲時，即1997年才考獲所有英國、美國及香港的工程師牌照。他於1985年成為美國機動工程師協會會員，在2002年獲准為機械工程師學會特許工程師。在2007年至2009年分別擔任過英國機械工程師學會及輪機工程及科技學會院士。及後在2000年獲准為香港工程師學會會員。盧覺強於2013年獲香港工程師註冊管理局認可為註冊專業機械工程師。此前，他曾在2003年至2006年被政府委任為《建築工地升降機及塔式工作平台（安全）條例》上訴委員團成員。除此之外，他曾修讀由政府開辦的汽車工程學課程，並獲得相關的專家資格。
盧覺強自1975年加入香港理工學院以來，常以機械工程學系工程師的身份發明了不少機器，例如懸浮粒子收集器、尿濕感應器、緊急煞車燈等等。其第一項發明是一部於1999年由電燈公司委託製造的劏電纜機；該切割電纜機結果在2000年獲得二○○○國際發明展覽會獎項，2001年獲得美國專利權。另外，他亦曾為政府製作機器。在1987年以低成本為市政局設計了一座流動表演舞台以讓業餘人士在不同的公眾地方舉行歌舞或話劇等表演。他在教學以外還會以機械工程知識為交通意外中含冤被起訴的巿民作專家證人。他自1994年起擔任了逾70次專家證人，因以機械工程學的角度去協助法庭尋找真相，所以他有「港版神探伽利略」之稱。另外也有「理大伽利略」的稱呼。但他以往曾被香港法官以從未接受過正式訓練為理由而拒絕接納他為專家證人，後來於2018年獲澳門法律及司法培訓中心邀請，為當地的執法和司法人員講解擔任專家證人的經驗。而他是首位來自香港、獲澳門法庭接納為刑事案的專家證人。
盧覺強在2015年退休之後仍不時獲傳媒邀請解答交通或工業意外的物理問題，同時繼續擔任專家證人幫助受害者。他現時會為多間中小學提供科學普及教育支援。於2017年，盧覺強加入由其理工大學學生吳麗明創辦的上市公司明樑控股集團，擔任獨立非執行董事。由2019年1月起，澳門特區政府交通事務局聘請盧為交通意外重組訓練課程導師。此外，他在2020年為無綫電視劇集《法證先鋒IV》擔任專家顧問。

## 家庭生活
盧覺強於1975年結婚，婚後與妻子育有兩女一子。其大女兒盧慧禎（又名藍盧慧禎）曾於2011年12月無綫電視節目《都市閒情》中的「住家廚神」環節中勝出，並得到為期一個月的為食台主持合約。而兒子曾化名「謝利」於電台工作。盧覺強與家人現居於新界元朗錦綉花園。

## 參與節目
- 2020年：恐怖真相（無綫電視）

## 外部連結
- Executive Profile* Kok Keung Lo，Bloomberg
- Hong Kong Joint Branch Committee，2018年（页面存档备份，存于）